# Cramer-szabály
A Cramer-szabály a lineáris egyenletrendszerek egyik megoldási módja. A megoldások az egyenletrendszerből képzett mátrixok determinánsainak hányadosaiként adódnak. Nevét Gabriel Cramer (1704–1752) svájci matematikusról kapta, aki 1750-ben először általánosan megfogalmazta.

## A szabály
Tekintsük a következő n darab n ismeretlenes lineáris egyenletből álló egyenletrendszert:
{\displaystyle {\begin{matrix}a_{11}x_{1}+a_{12}x_{2}\,+&\cdots &+\,a_{1n}x_{n}&=&b_{1}\,,\\a_{21}x_{1}+a_{22}x_{2}\,+&\cdots &+\,a_{2n}x_{n}&=&b_{2}\,,\\&&&\vdots &\\a_{n1}x_{1}+a_{n2}x_{2}\,+&\cdots &+\,a_{nn}x_{n}&=&b_{n}\,.\end{matrix}}}
Ennek mátrixos felírása a következő:
{\displaystyle Ax=b\,,}
ahol
{\displaystyle A={\begin{pmatrix}a_{11}&a_{12}&\cdots &a_{1n}\\a_{21}&a_{22}&\cdots &a_{2n}\\\vdots &\vdots &\ddots &\vdots \\a_{n1}&a_{n2}&\cdots &a_{nn}\end{pmatrix}}\,,\quad x={\begin{pmatrix}x_{1}\\x_{2}\\\vdots \\x_{n}\end{pmatrix}}\,,\quad b={\begin{pmatrix}b_{1}\\b_{2}\\\vdots \\b_{n}\end{pmatrix}}\,.}
Ha most Bi-vel jelöljük azokat az A-ból képzett mátrixokat, melyek i. oszlopa helyén a b vektor áll, azaz
{\displaystyle B_{i}={\begin{pmatrix}a_{1,1}&\cdots &a_{1,i-1}&b_{1}&a_{1,i+1}&\cdots &a_{1,n}\\a_{2,1}&\cdots &a_{2,i-1}&b_{2}&a_{2,i+1}&\cdots &a_{2,n}\\\vdots &&\vdots &\vdots &\vdots &&\vdots \\a_{n,1}&\cdots &a_{n,i-1}&b_{n}&a_{n,i+1}&\cdots &a_{n,n}\end{pmatrix}}\,,}
és
{\displaystyle \det(A)\neq 0\,,}
akkor
{\displaystyle x_{i}={\frac {\det(B_{i})}{\det(A)}}} minden i esetén (és 1 ≤ i ≤ n). Itt a {\displaystyle \det } a determinánsképzést jelöli.

## Bizonyítása
Mivel det(A) ≠ 0, ezért A invertálható mátrix. Jelölje A inverzét A–1. Szorozzuk meg az Ax = b egyenlet mindkét oldalát balról  A–1-zel, ekkor
{\displaystyle x=A^{-1}b={\frac {1}{\det(A)}}\mathrm {adj} (A)b\,,}
ahol az adj(A) az A mátrix adjungáltját jelöli. Részletesen felírva az adjungáltat azt kapjuk, hogy
{\displaystyle {\begin{pmatrix}x_{1}\\x_{2}\\\vdots \\x_{n}\end{pmatrix}}={1 \over {\det(A)}}{\begin{pmatrix}{A}_{11}&{A}_{21}&\cdots &{A}_{n1}\\{A}_{12}&{A}_{22}&\cdots &{A}_{n2}\\\vdots &\vdots &\ddots &\vdots \\{A}_{1n}&{A}_{2n}&\cdots &{A}_{nn}\\\end{pmatrix}}{\begin{pmatrix}b_{1}\\b_{2}\\\vdots \\b_{n}\end{pmatrix}}\,,}
ahol az Aij az A mátrix i-edik sorához és j-edik oszlopához tartozó előjeles aldetermináns értéke. A fenti mátrixszorzást soronként elvégezve oda lyukadunk ki, hogy minden i-re
{\displaystyle x_{i}={\frac {A_{1i}b_{1}+A_{2i}b_{2}+\cdots +A_{ni}b_{n}}{\det(A)}}\,,}
és a tört számlálójában éppen a Bi determinánsa szerepel az i. oszlopa szerint kifejtve.

## Példa
Oldjuk meg a következő lineáris egyenletrendszert!
{\displaystyle {\begin{alignedat}{7}x&\;+&\;3y&\;-&\;2z&\;=&\;\color {red}{5}\\3x&\;+&\;5y&\;+&\;6z&\;=&\;\color {red}{7}\\2x&\;+&\;4y&\;+&\;3z&\;=&\;\color {red}{8}\end{alignedat}}}
A Cramer-szabály segítségével a megoldások a következők:
{\displaystyle x={\frac {\,\left|{\begin{matrix}\color {red}{5}&3&-2\\\color {red}{7}&5&6\\\color {red}{8}&4&3\end{matrix}}\right|\,}{\,\left|{\begin{matrix}1&3&-2\\3&5&6\\2&4&3\end{matrix}}\right|\,}}={\frac {60}{-4}}=-15,\;\;\;\;y={\frac {\,\left|{\begin{matrix}1&\color {red}{5}&-2\\3&\color {red}{7}&6\\2&\color {red}{8}&3\end{matrix}}\right|\,}{\,\left|{\begin{matrix}1&3&-2\\3&5&6\\2&4&3\end{matrix}}\right|\,}}={\frac {-32}{-4}}=8,\;\;\;\;z={\frac {\,\left|{\begin{matrix}1&3&\color {red}{5}\\3&5&\color {red}{7}\\2&4&\color {red}{8}\end{matrix}}\right|\,}{\,\left|{\begin{matrix}1&3&-2\\3&5&6\\2&4&3\end{matrix}}\right|\,}}={\frac {-8}{-4}}=2.}
Ellenőrzés:
- -15 + 3·8 – 2·2 = -15 + 24 – 4 = 5.
- 3·(-15) + 5·8 + 6·2 = -45 + 40 + 12 = 7.
- 2·(-15) + 4·8 + 3·2 = -30 + 32 + 6 = 8.

## Külső hivatkozások
- 2 és 3 ismeretlenes lineáris egyenletrendszereket megoldó honlap (angolul)